# دوليجان (آبجدان)
دوليجان (بالفارسية: دولیجان) هي منطقة سكنية تقع في إيران في قسم آبجدان الريفي. يقدر عدد سكانها بـ 11 نسمة بحسب إحصاء 2016.